# Teognost (metropolita kijowski)
Teognost (zm. 14 marca 1353 w Moskwie) – metropolita kijowski w latach 1328–1353.

## Życiorys
Był z pochodzenia Grekiem. W momencie wyświęcenia na biskupa uważany był za człowieka uczciwego, oddanego swoim obowiązkom i doskonale wykształconego. Urząd metropolity kijowskiego objął w 1328 i zgodnie z wolą swojego poprzednika Piotra.  rezydował podobnie jak on w Moskwie.
W 1329 w Nowogrodzie ogłosił obłożenie anatemą mieszkańców Pskowa, którzy otworzyli bramy przed księciem twerskim Aleksandrem, poszukiwanym przez chana Złotej Ordy z powodu antytatarskiego buntu w Twerze. Sukcesem zakończyły się również starania Teognosta o likwidację metropolii litewskiej; metropolita pragnął bowiem, by wszystkie ziemie ruskie wchodziły w skład jednej administratury kościelnej. W okresie sprawowania przezeń urzędu w Moskwie wzniesiono szereg nowych świątyń prawosławnych. Przeprowadził również kanonizację swojego poprzednika na katedrze kijowskiej, metropolity Piotra.
Dwukrotnie udawał się do Złotej Ordy. W czasie drugiej wizyty, w 1342, został zmuszony do wpłacenia ponad 600 rubli, co było wynikiem donosu o wysokich dochodach metropolity, jaki wpłynął do chana. Uzyskał następnie potwierdzenie wszystkich praw Kościoła prawosławnego, jakie posiadał on w okresie panowania tatarskiego na Rusi.
Teognost był pierwszym metropolitą kijowskim, w stosunku do którego cesarz bizantyjski (Jan VI Kantakuzen) użył oficjalnie tytułu metropolita kijowski i całej Rusi.
Teognost zmarł w czasie zarazy i został pochowany w soborze Zaśnięcia Matki Bożej na Kremlu moskiewskim. W 1471 ogłoszono, że jego ciało nie uległo rozkładowi.
Rosyjski Kościół Prawosławny kanonizował metropolitę Teognosta; jego wspomnienie przypada 14 marca (według kalendarza juliańskiego).